# تسويق محيطي
التسويق المحيطي هو مصطلح لوصف الطريقة التي تمتزج فيها الرسائل التسويقية باستخدام مختلف أشكال وسائل الإعلام بشكل متآزر.

## خلفية تاريخية
ظهر هذا المصطلح من بحث قام به ريكس بريجز في عام 1997، عندما كان يجري تجارب التعرض/التحكم على الإعلان المنشور على شبكة الإنترنت للسيارة فورد فيستا في المملكة المتحدة. فحتى اللافتات الإعلانية على الإنترنت كانت تظهر فقط صورة لشخص ينفخ في العلكة وشعار الفورد فيستا، مما تضمن تعريضًا بتصورات السلامة المعززة. «وقد أدى هذا إلى إصابة المحلل الأمريكي بالحيرة: كيف يمكن لهذه اللافتة الإعلانية التي تضمن فقط صورة غريبة وشعار فورد أن تقنع أحدا بأن فورد هي سيارة آمنة؟» بمزيد من البحث علم بريجز من إعلانات التليفزيون وحملة الدعاية الخارجية معا والمطبوعات مظهرة نفس الشخص نافخا للعلكة وشارحة لمزايا السلامة بما في ذلك الوسادات الهوائية. فبالتعرض للإعلان على الإنترنت، خلص بريجز إلى، أنه بالفعل يعزز الرسالة التي تحاول وسائل الإعلام الأخرى إرسالها.
كما يفسر بريجز وستيوارت في كتاب ما الذي يعلق بالذاكرة (What Sticks)، سبب فشل الإعلان وكيفية ضمان نجاحك، بأن أسس عمل التسويق المحيطي تستند إلى فكرة «نقل الصور.» ففي عام 1968 أثبت الباحثون أن الدماغ سوف «تعيد تشغيل» الصور عند تذكرها في أشكال أخرى. وفي كتاب ما الذي يعلق بالذاكرة، يقدم بريجز وستيوارت بحثًا من حملة يونيليفر دوف نوتيريوم عبر التلفزيون والإنترنت والمجلة الذي يستخدم بشكل فعال الصور الأساسية نفسها لتحقيق«التسويق المحيطي» الناجح.
يعرف بريجز وستيوارت التسويق المحيطي باعتباره واحدًا من المبادئ الرئيسية لنجاح التسويق. حيث كتبا قائلين، "كما هو الحال في نظام الصوت الاستيريو، فالمتحدث لا يقوم بفعل كل شيء، بل يكون هناك مزيج يتضمن مضخم الصوت ومكبر الصوت ونطاق متوسط للصوت حيث تتشارك جميعها لتعطي الصوت ثراء وجودة... والشيء نفسه ينطبق على التسويق. فعلى سبيل المثال يمكن مشاهدة الإعلان مرات متعددة في نفس الوسيلة يكون في الواقع أقل كفاءة مما لو رأى الناس الإعلان بتنظيم جيد في وسائل الإعلام المختلفة.

## استخدامات التسويق المحيطي
أصبح التسويق المحيطي مصطلحًا شائعًا في مجال التسويق على مدى العقد الماضي، ومن الطريف أن، «مايك أوديل المدير التنفيذي لبيب بويز لاحظ أن الشركة شهدت انتعاشًا في الأعمال التجارية الخدمية في الربع الثالث بفضل جهود تسويق الصوت المحيطي وانخفاض أسعار الغاز والطلب الكامن على الرغم من أن أعمال التجزئة للشركة ظلت ضعيفة» (كما ورد في مجلة فوربس أو، من موقع CMO.com، بتاريخ 8 أغسطس 2011, مقالة بعنوان ربط رقمي من خلال تسويق الصوت المحيطي.